# Simone Bach
Pour les articles homonymes, voir Bach (homonymie).
Simone Bach est une actrice française née aux Sables-d'Olonne le 15 septembre 1935 et morte à Paris le 11 juin 2021.

## Filmographie

### Actrice
- 1953 : Dortoir des grandes d'Henri Decoin
  - L'Aventurière du Tchad de Willy Rozier
  - Alerte au Sud de Jean Devaivre
- 1955 : L'Impossible Monsieur Pipelet d'André Hunebelle
  - Les Premiers outrages de Jean Gourguet
  - Milord l'Arsouille d'André Haguet
- 1956 : Paris, Palace Hôtel d'Henri Verneuil
  - Bonjour Toubib de Louis Cuny
- 1957 : Une manche et la belle d'Henri Verneuil
- 1962 : Le Dernier Quart d'heure
- 1965 : La Dame de pique de Léonard Keigel
- 1968 : Benjamin ou les mémoires d'un puceau de Michel Deville
  - Les Atomistes (série télévisée)
- 1969 : La Femme écarlate de Jean Valère
- 1970 : Qui ? de Léonard Keigel
- 1973 : Le Plumard en folie de Jacques Lemoine
- 1974 : Malaventure ép. « Un plat qui se mange froid » de Joseph Drimal
- 1975 : Jambes en l'air à Bangkok d'Henri Sala
- 1977 : Recherche dans l'intérêt des familles de Philippe Arnal

### Scénariste
- 1977 : Une femme, un jour... de Léonard Keigel